# Nils Koppruch
 (septembre 2016).
Si vous disposez d'ouvrages ou d'articles de référence ou si vous connaissez des sites web de qualité traitant du thème abordé ici, merci de compléter l'article en donnant les références utiles à sa vérifiabilité et en les liant à la section « Notes et références ».
Nils Koppruch (25 octobre 1965 à Hambourg; 10 octobre 2012 à Hambourg) était un musicien et peintre indépendant allemand, vivant et travaillant à Hambourg. Auteur-compositeur, il développa une musique pop indépendante germanophone avec des influences folk, blues ou encore bluegrass.

## Biographie
Nils Koppruch fut de 1996 à 2006 leader et chanteur du groupe Fink, dont il écrivait la musique et les textes. Il y jouait de la guitare, du banjo et de l’harmonica.
Il dirigea dans le quartier de Sankt Pauli à Hambourg la petite galerie « Neu ». Jusqu’à 2006 Nils Koppruch essaya de séparer son travail de musicien de celui de peintre, mais il abandonna ensuite cette distinction. Ainsi, son site internet publie dorénavant également les travaux de « SAM. », pseudonyme sous lequel il a dirigé différentes salles d’exposition lui valant un succès considérable, avec environ 100 expositions en Allemagne, en Suisse et en Autriche. Ses expositions et concerts furent en partie associés. Ses œuvres picturales peuvent être qualifiées d’Art brut.
Au début de l’année 2012, Nils Koppruch se consacra intensivement à une collaboration avec son ami musicien Gisbert zu Knyphausen, débouchant en août sur l’album « I ». Le duo prit alors le nom de « Kid Kopphausen ».
Nils Koppruch est décédé le 10 octobre 2012 à Hambourg à l’âge de 46 ans.

## Discographie

### Albums
- 2007: Den Teufel tun (V2 Records)
- 2010: Caruso (Grand Hotel van Cleef)

### Singles/EPs
- 2007: Komm Küssen
- 2010: Kirschen
- 2010: Die Aussicht